# District de Gjilan/Gnjilane
Le district de Gjilan/Gnjilane (en albanais : Rajoni i Gjilanit ; en serbe cyrillique : Гњилански округ ; en serbe latin : Gnjilanski okrug) est une subdivision administrative du Kosovo. Selon le recensement kosovar de 2011, il compte 181 459 habitants. Le centre administratif du district est la ville de Gjilan/Gnjilane.
Le district de Gjilan/Gnjilane, créé par la MINUK, n'est pas reconnu par la Serbie ; les communes/municipalités de Kllokot/Klokot, Partesh/Parteš et Ranillug/Ranilug ne sont pas non plus reconnues.

## Communes/Municipalités
| Nom                        | Superficie (en km2) | Population 1991 | Population 2011 |
| -------------------------- | ------------------- | --------------- | --------------- |
| Gjilan/Gnjilane            | 515                 | 92 836          | 90 178          |
| Kamenicë/Kosovska Kamenica | 523                 | 45 842          | 36 719          |
| Kllokot/Klokot             | 24                  | 3 972           | 2 556           |
| Partesh/Parteš             | 18,3                | 4 721           | 1 787           |
| Ranillug/Ranilug           | 77,62               | 5 228           | 3 232           |
| Viti/Vitina                | 267                 | 53 318          | 46 987          |
| Total                      | 1 424,92            | 205 917         | 181 459         |

## Démographie

### Évolution historique de la population
| 1948    | 1953    | 1961    | 1971    | 1981    | 1991    | 2011    |
| ------- | ------- | ------- | ------- | ------- | ------- | ------- |
| 100 317 | 109 456 | 122 314 | 145 575 | 172 327 | 205 917 | 181 459 |

|  |

### Répartition de la population par nationalités (2011)
En 2011, les Albanais représentaient 93,79 % de la population et les Serbes 4,93 %.